# دبلیو. دی. هارت
دبلیو. دی. هارت (متولد ۱۹۴۳) فیلسوف آمریکایی و استاد بازنشستهٔ دانشگاه ایلینوی در شیکاگو است. آثار او عمدتاً در حوزه منطق و فلسفهٔ ریاضیات است.

## کتاب‌ها
- The Engines of the Soul
- The Evolution of Logic